# Beniamino Abate
Beniamino Abate (San Martino Valle Caudina, 10 aprile 1962) è un allenatore di calcio ed ex calciatore italiano, di ruolo portiere, preparatore dei portieri della squadra Under-18 del Milan.

## Biografia
È padre di Ignazio, anch'egli ex calciatore e allenatore.

## Carriera

### Giocatore

Da destra: Abate difende la porta dell'Udinese dai veronesi Elkjær e Di Gennaro nel campionato 1986-1987.

Nativo di San Martino Valle Caudina, intraprese la carriera professionistica con la maglia del Benevento, prima nelle giovanili (dal 1978 al 1981), esordendo nella stagione 1981-1982 nella quale collezionò 12 presenze. È stato in seguito ingaggiato dal Napoli per la stagione 1982-1983 in Serie A, in cui Abate non collezionò alcuna presenza in quanto terzo portiere. Dopo una sola stagione tornò a Benevento, dove disputò altre due stagioni in Serie C1, disputando 59 gare da titolare.
Nel 1985 si trasferì all'Udinese in cui militò per cinque stagioni complessive: nella Serie A 1985-1986 fu il portiere di riserva e collezionò sole tre presenze, mentre nelle due stagioni successive marcò 28 presenze nel campionato di Serie A 1986-1987 (nella quale esordì il 2 marzo 1986, in casa della Juventus, partita persa 2-1) e altre 32 nell'annata seguente. L'arrivo in Friuli di Claudio Garella lo fece però retrocedere al ruolo di riserva. Cambiò casacca nella stagione 1990-1991, quando si accasò nelle file del Messina e disputò 37 gare in Serie B.
Nel 1991 fu prelevato dall'Inter, squadra con cui collezionò 12 presenze in tre stagioni di Serie A, coperto nel ruolo dal titolare Walter Zenga. Nel 1994 cambiò ancora formazione, vestendo la maglia della Fidelis Andria, dove nella stagione 1994-1995 fece registrare 28 presenze in Serie B. Dopo una stagione passò al Cagliari: con i sardi collezionò 15 presenze nella Serie A 1995-1996 e 3 nella Serie A 1996-1997, facendo la riserva al titolare Valerio Fiori.
Tra il 1997 e il 2000 trascorse tre stagioni nella Reggiana: fu però titolare solo nella stagione 1999-2000 in Serie C1, mentre nelle due stagioni precedenti (in Serie B) venne impiegato poco dagli emiliani, anche per via della presenza dei vari Gianluca Berti, Angelo Pagotto e Armando Pantanelli.
Nella stagione 2000-2001 venne acquistato dal Prato in Serie C2, formazione nella quale non disputò alcuna gara da titolare. Si ritirò dal calcio giocato nell'estate 2001, dopo aver disputato 67 partite in Serie A e 118 in Serie B, per un totale di 278 gare tra i professionisti.

### Allenatore
Dal 2004 fa parte dell'organigramma societario del Milan. Ha ricoperto il ruolo di preparatore dei portieri della prima squadra al fianco di Villiam Vecchi fino al 2008, quando il ruolo è stato affidato a Valerio Fiori. In seguito ha ricoperto il ruolo di preparatore dei portieri della Primavera rossonera. Nella stagione 2015-2016 ha allenato i portieri degli Allievi Nazionali, mentre quella seguente degli Esordienti. Nella stagione 2018-2019 è tornato ad allenare i portieri della Primavera. Successivamente è passato ad allenare i portieri dell'Under 18 del club rossonero. Nel 2024 per un breve periodo ha allenato la formazione del Milan femminile

## Palmarès

### Giocatore
- Coppa UEFA: 1

Inter: 1993-1994